# Notomulciber variegatus
Notomulciber variegatus är en skalbaggsart som först beskrevs av Aurivillius 1914.  Notomulciber variegatus ingår i släktet Notomulciber och familjen långhorningar.
Artens utbredningsområde är Sarawak. Inga underarter finns listade i Catalogue of Life.